# Sejren (film fra 1918)
Sejren er en tysk stumfilm fra 1918 af Rudolf Biebrach.

## Medvirkende
- Henny Porten - Konstanze Assing
- Arthur Bergen - Camille Düpaty
- Bruno Decarli - Siegmund Freystetter
- Rudolf Biebrach
- Paul Biensfeldt
- Elsa Wagner - Freystetter